# Multidentorhodacarus angustacuminis
Multidentorhodacarus angustacuminis är en spindeldjursart som först beskrevs av Wolfgang Karg 1998.  Multidentorhodacarus angustacuminis ingår i släktet Multidentorhodacarus och familjen Rhodacaridae. Inga underarter finns listade i Catalogue of Life.